# Лук Стеллера
Лук Стеллера (лат. Allium stellerianum) — многолетнее травянистое растение, вид рода Лук (Allium) семейства Луковые (Alliaceae).

## Этимология
Вид назван в честь Георга Вильгельма Стеллера, немецкого врача, путешественника и учёного-естествоиспытателя, работавшего в России.

## Распространение и экология
В природе ареал вида охватывает Монголию и Восточную Сибирь.
Произрастает на склонах.

## Ботаническое описание
Луковицы узко-конические, толщиной 0,5–1 см, скучены по нескольку и прикреплены к горизонтальному корневищу, с буроватыми или черноватыми пленчатыми или почти кожистыми, цельными оболочками. Стебель высотой 10–30 см, тонкий, прямой, слегка ребристый.
Листья в числе 4–6, сближенные у основания стебля, полуцилиндрические, желобчатые, шириной 0,75–1,5 мм, по краю шероховатые, немного короче стебля.
Зонтик шаровидный, реже полушаровиднмй, немногоцветковый, густой, часто почти головчатый. Листочки полушаровидного околоцветника жёлтые, иногда c розовым оттенком, с малозаметной жилкой, длиной 4–5 мм, широко-эллиптические или яйцевидные, тупые, цельнокрайные, наружные лодочковидные, немного короче внутренних. Нити тычинок немного или в полтора раза длиннее листочков околоцветника, при самом основании между собой и с околоцветником сросшиеся, цельные, шиловидные. Столбик выдается из околоцветника.
Коробочка немного короче околоцветника.

## Таксономия
Вид Лук Стеллера входит в род Лук (Allium) семейства Луковые (Alliaceae) порядка Спаржецветные (Asparagales).
|  |                                      |  |                                                             |                                                             |                   |  | ещё 24 семейства (согласно Системе APG II) | ещё 24 семейства (согласно Системе APG II) |                     |  |  |  | ещё более 870 видов |
|  |                                      |  |                                                             |                                                             |                   |  | ещё 24 семейства (согласно Системе APG II) | ещё 24 семейства (согласно Системе APG II) |                     |  |  |  | ещё более 870 видов |
|  |                                      |  |                                                             | порядок Спаржецветные                                       |                   |  |                                            |                                            | род Лук             |  |  |  |                     |
|  |                                      |  |                                                             | порядок Спаржецветные                                       |                   |  |                                            |                                            | род Лук             |  |  |  |                     |
|  | отдел Цветковые, или Покрытосеменные |  |                                                             |                                                             | семейство Луковые |  |                                            |                                            | вид Лук Стеллера    |  |  |  |                     |
|  | отдел Цветковые, или Покрытосеменные |  |                                                             |                                                             | семейство Луковые |  |                                            |                                            |                     |  |  |  |                     |
|  |                                      |  | ещё 44 порядка цветковых растений (согласно Системе APG II) | ещё 44 порядка цветковых растений (согласно Системе APG II) |                   |  |                                            | ещё около 300 родов                        | ещё около 300 родов |  |  |  |                     |
|  |                                      |  |                                                             | ещё 44 порядка цветковых растений (согласно Системе APG II) |                   |  |                                            |                                            | ещё около 300 родов |  |  |  |                     |